# Cerro El Salvador (Medellín)
El cerro El Salvador es una pequeña formación montañosa ubicada en el centroriente de la ciudad de Medellín, Antioquia, íntegramente situado en la comuna Buenos Aires. Junto el Cerro Pan de Azúcar, Cerro El Picacho, Cerro El Volador, Cerro La Asomadera, Cerro Las Tres Cruces, Cerro Nutibara y el Cerro Santo Domingo, conforma el grupo de los llamados cerros tutelares de la ciudad de Medellín, una red de accidentes geográficos a lo largo del Valle del Aburrá que posee un importante valor histórico, arqueológico, ecológico y turístico.

## Composición
Los cerros El Salvador y La Asomadera están hermanados no solo por su cercanía, sino también porque comparten el mismo origen geológico dentro del relieve del Valle de Aburrá. Debido a la dinámica interna de la tierra y al proceso de formación del valle, estos cerros poseen una estructura geológica muy particular, ya que hace millones de años, la anfibolita, que es la roca predominante en el valle fue atravesada por un fluido ígneo que al enfriarse dio origen a otro tipo de roca conocida como “gabro” y que se encuentra localizada debajo de la misma anfibolita.
La interacción entre estas rocas da como resultado singulares formas del relieve, al tiempo que ellas son sometidas al proceso de la meteorización, es decir que la roca al estar en contacto con el viento, el agua y el sol, comienza a desintegrarse y descomponerse hasta convertirse en el suelo que compone los dos cerros y dar origen a una estructura que en Geología se conoce como “techo colgado”. Este nombre es usado para definir aquellas formaciones geológicas donde un tipo de roca se superpone a otra y evita que la erosión ataque directamente a la roca que se encuentra debajo, en este sentido se entiende que la anfibolita se encuentra “protegiendo” al gabro. Bajo
este proceso de formación el sistema de cerros Asomadera-Salvador ha generado una geomorfología propia debido a su origen y composición, y se han desarrollado vertientes con pendientes fuertes labradas o modeladas por la erosión sobre el suelo derivado del gabro.

## Historia
Antes de ser cerro El Salvador, durante el siglo XIX, era reconocido por los habitantes de la pequeña villa de Medellín como el “Morro de las Cruces”, ya que estaba rodeado por catorce cruces, que representaban las estaciones del vía crucis. Antes de este nombre fue conocido como el “Morro de las Sepulturas”, por la abundancia de guacas o sepulturas de indios que allí existieron.
El Salvador es el cerro más antiguo de Medellín, cuando la ciudad apenas estaba creciendo, luego de haber sido trasladada desde El Poblado hasta el paraje ubicado entre el río Medellín y la quebrada Santa Elena con el nombre de “San Lorenzo de Aburrá”.
El camino entre El Salvador y La Asomadera, al parecer, era el tramo de un antiguo camino prehispánico muy extenso, que continuaba hacia el cerro Pan de Azúcar para empalmarse con el antiguo camino de Piedras Blancas o de Nare, que llegaba al oriente antioqueño.
Antes de conocerse como el cerro El Salvador y morro de Las Cruces, este lugar era llamado el morro de Don Rafael, ya que hasta principios del siglo XX, estas tierras pertenecían a Don Rafael Echavarría. Por esa misma época, también se comenzó a poblar de viviendas los alrededores del cerro, que fueron creciendo paulatinamente hasta conformar el barrio El Salvador, cuyo nombre en 1920, sirvió para bautizar al Cristo de mármol traído en partes desde Europa, repartido en cajas muy pesadas a lomo de mula.